# ОШ „Чавник” Чава
ОШ „Чавник” је једна од основних школа на подручју општине Бужим. Налази се у мјесној заједници Чава, Бужим. Име је добила по тврђави Чавник, која се налази у Бужиму.

## Историјат
Основна школа Чава је изграђена у програму "1000 школа у БиХ" за потребе подручја МЗ Чава, ради повећаног прилива и веће обухватности ученика осмогодишњим школовањем, те је стога прерасла из четвероразредне у осморазредну школу. Објекат је отворен на Дан општине Босанска Крупа, 20. јуна 1980. године, а настава је почела 3.септембра исте године. Камен темељац за школу је положио Фехим Салкић, а школу је отворио Бајро Шахиновић. Школа је радила у саставу Основне школе "7.новембар" из Бужима, као подручна осморазредна школа. Трансформацијом као самостална школа је почела са радом 12. фебруара 1982. године. Школа је тада имала 17 одјељења, са укупно 533 ученика. У свом саставу је имала и двије подручне четвероразредне школе, и то Радоч и Мразовац. Дана 10. јуна 1982. године основну школу је завршила прва генерација осмог разреда. Откривањем слике Моше Пијаде 15. маја 1985, школа је званично добила ново име "Моша Пијаде". Током ратних дешавања школа је прекинула са радом у априлу 1992. године, да би поново почела са радом у октобру 1993. године. Трансформацијом је из састава школе издвојена Основна школа Коњодор, а школа у Чави је у фебруару 1994. године добила ново име "Мирсад Салкић - Џаја", по погинулом борцу из Чаве Мирсаду Салкићу, припаднику Армије БиХ. Након дјелимичне санације 7. новембра 1995. поново је почела настава у објекту школе. Санација школе почела 25. фебруара 1998. године, а њен довршетак у августу исте године. Године 2005. мијења име у О.Ш. "Чавник".